# DS 6
DS 6 — субкомпактный люксовый кроссовер, выпускавшийся компанией DS Automobiles для азиатского рынка. 

## Описание
DS 6 впервые был представлен в апреле 2014 года под индексом DS 6WR. Продажи начались осенью 2014 года. Модель экспортировалась в Иран и Анголу.

## Технические характеристики
DS 6 оснащён 1,6-литровым четырёхцилиндровым бензиновым двигателем Prince THP200 с турбонаддувом мощностью 200 л. с. при 5800 об/мин и крутящим моментом 275 Н·м при 1700—4500 об/мин. До 100 км/ч автомобиль разгоняется за 8,4 секунды.

## Галерея

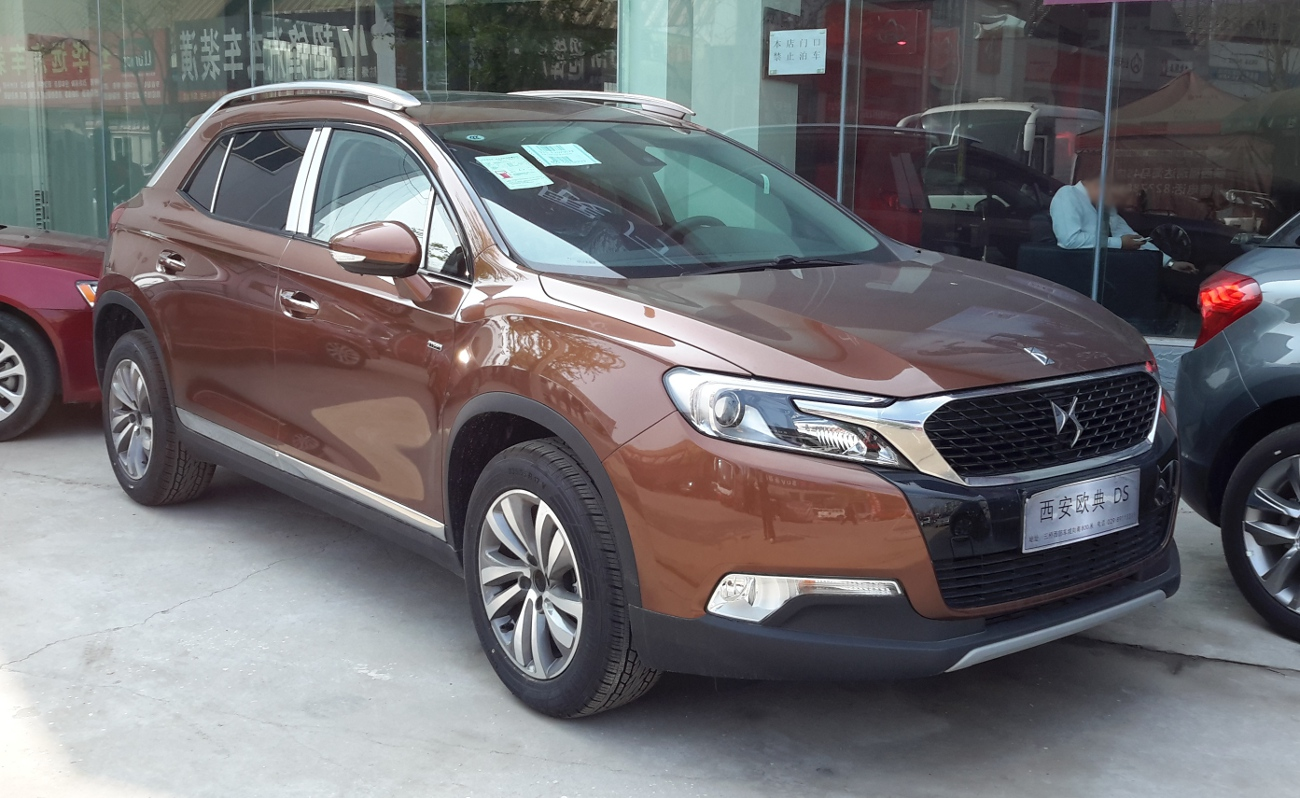
Вид спереди
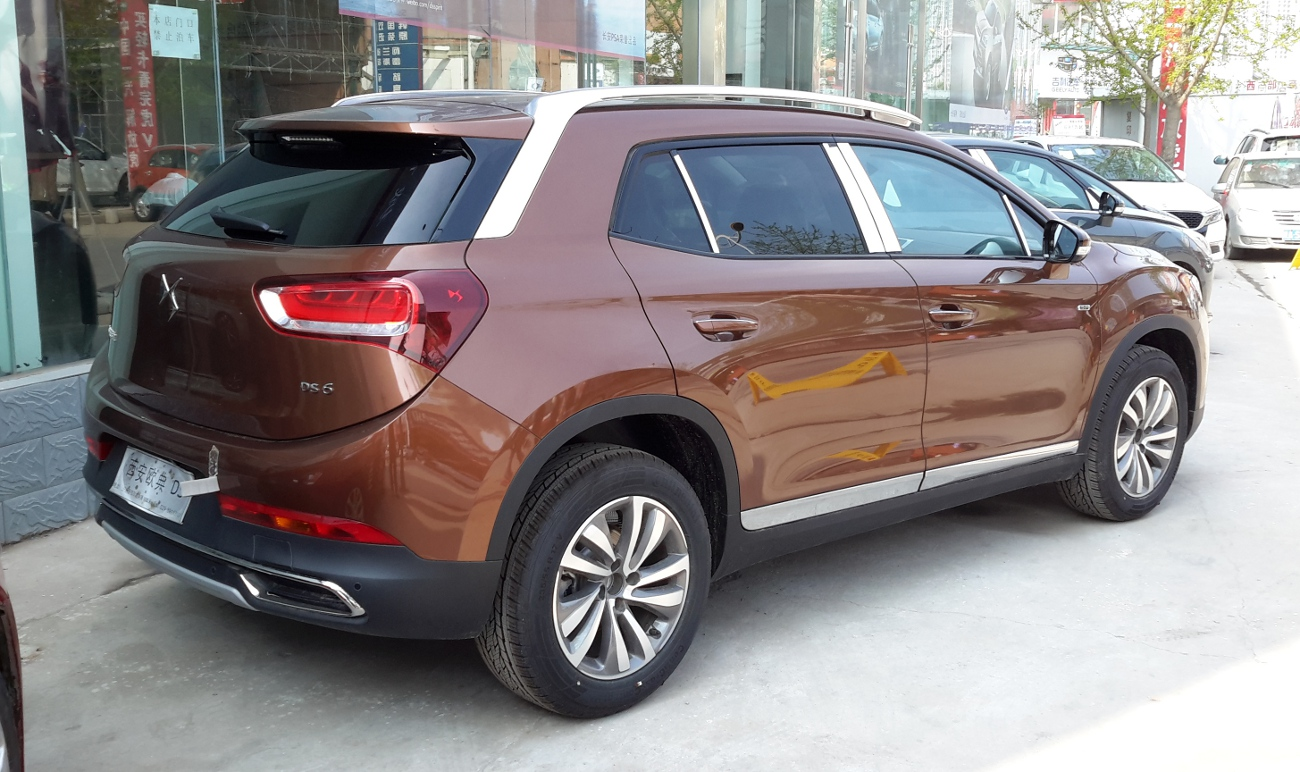
Вид сзади
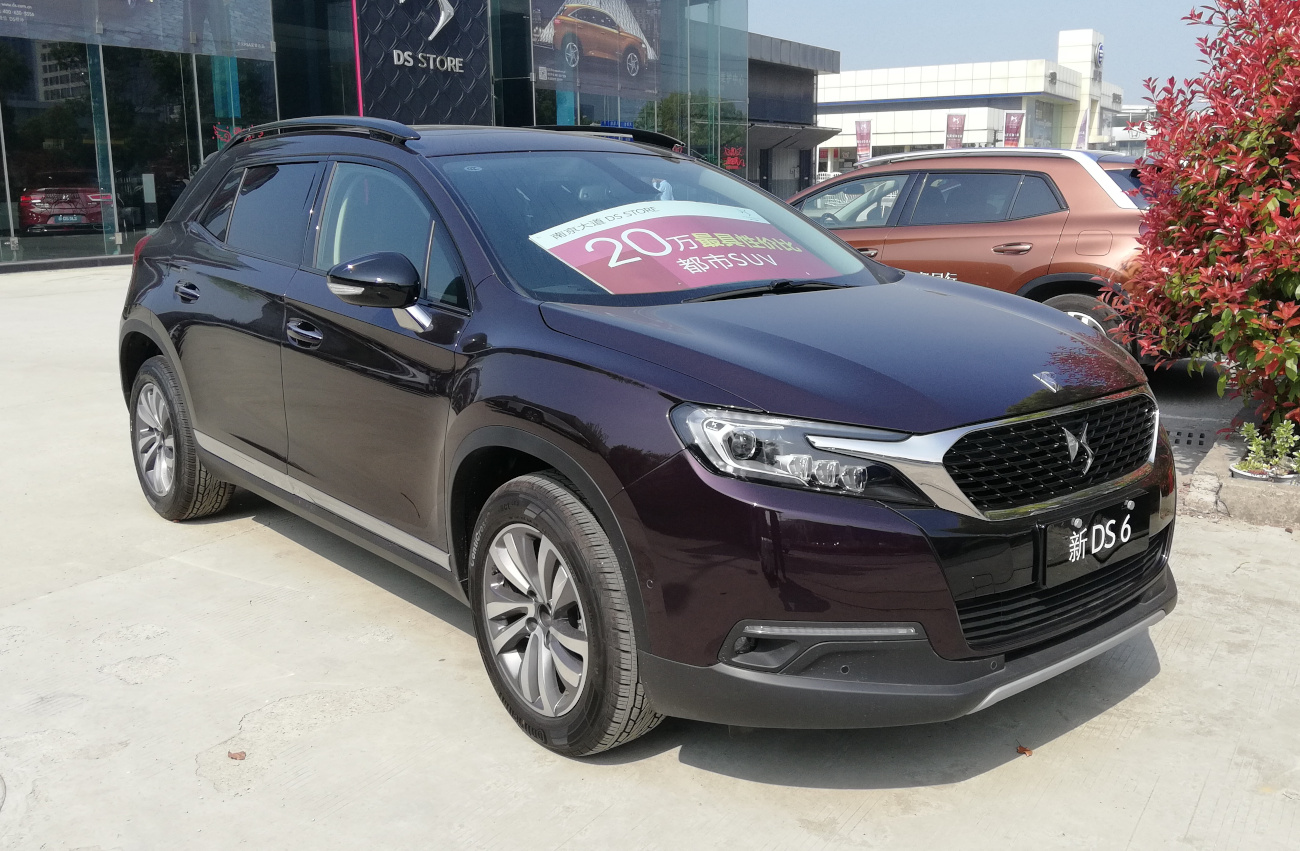
Рестайлинг передней части
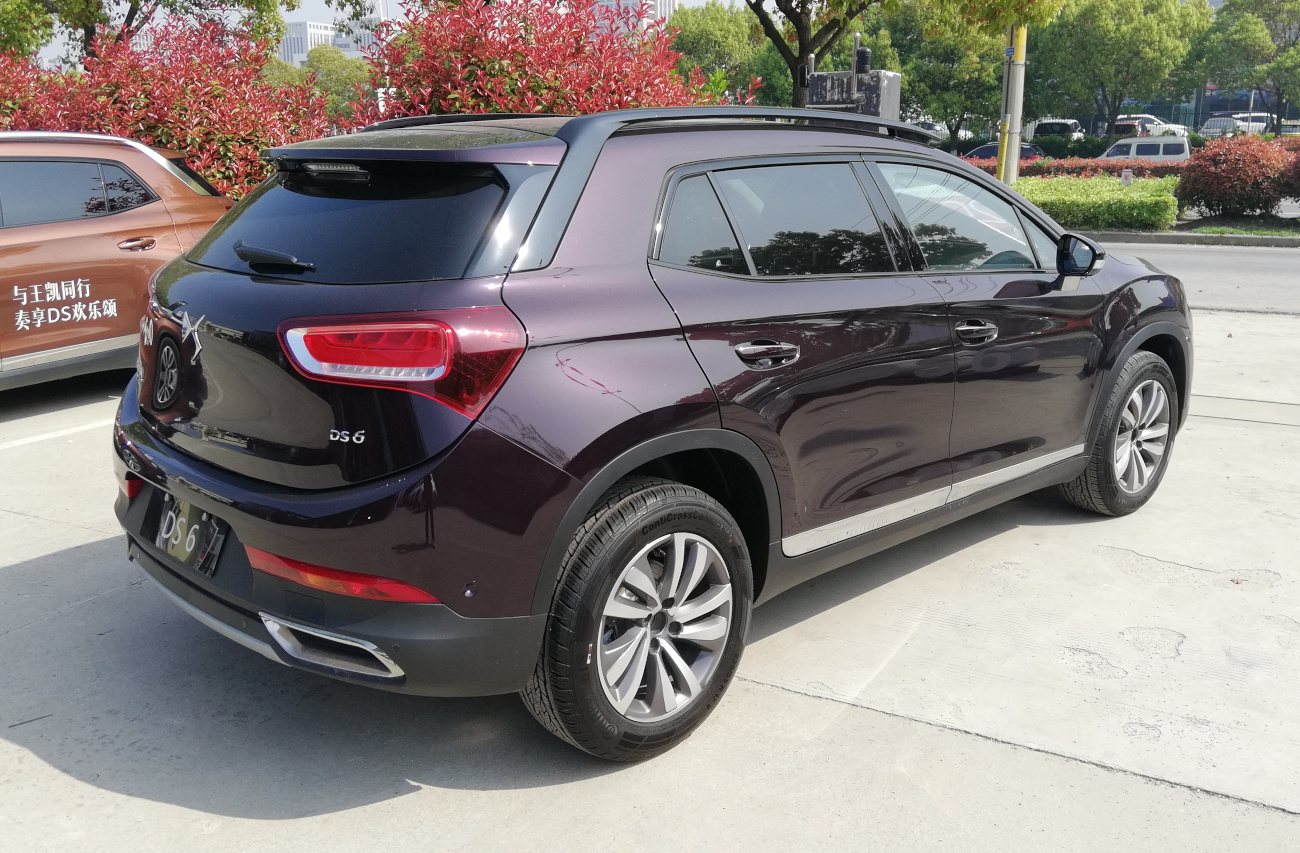
Рестайлинг задней части
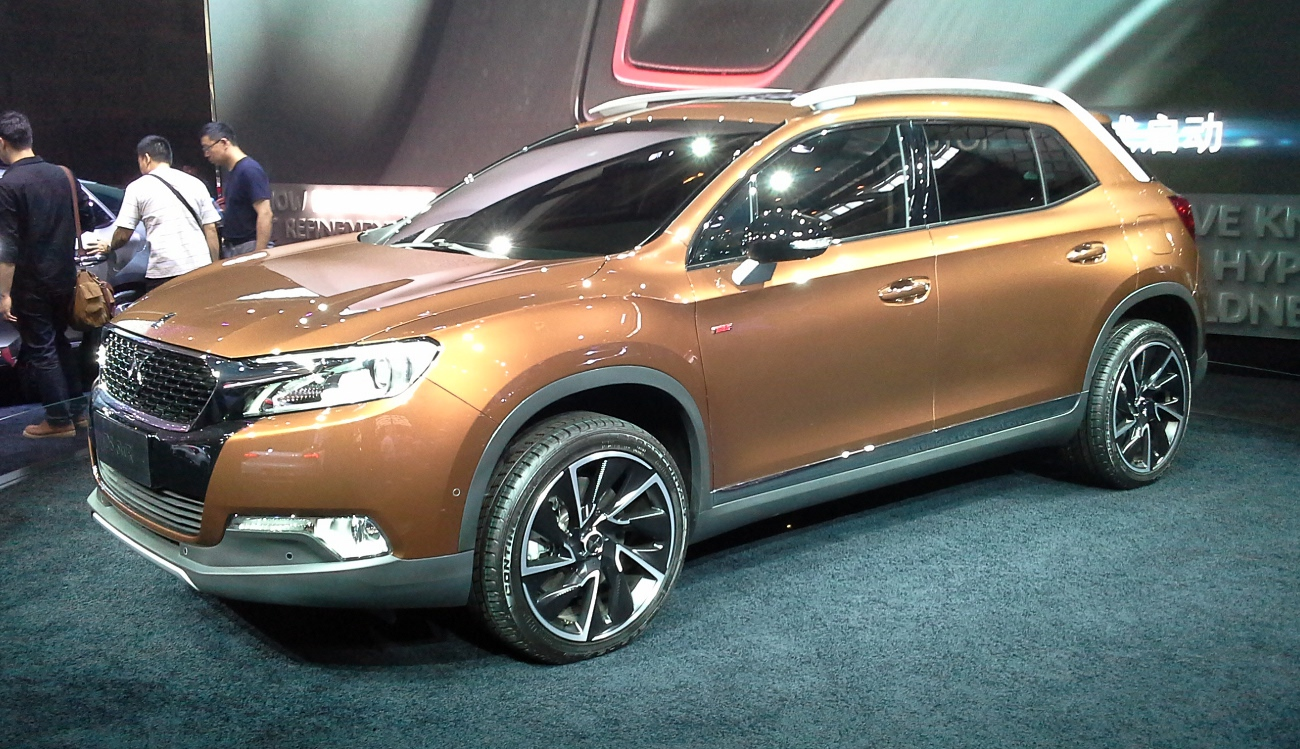
DS 6WR
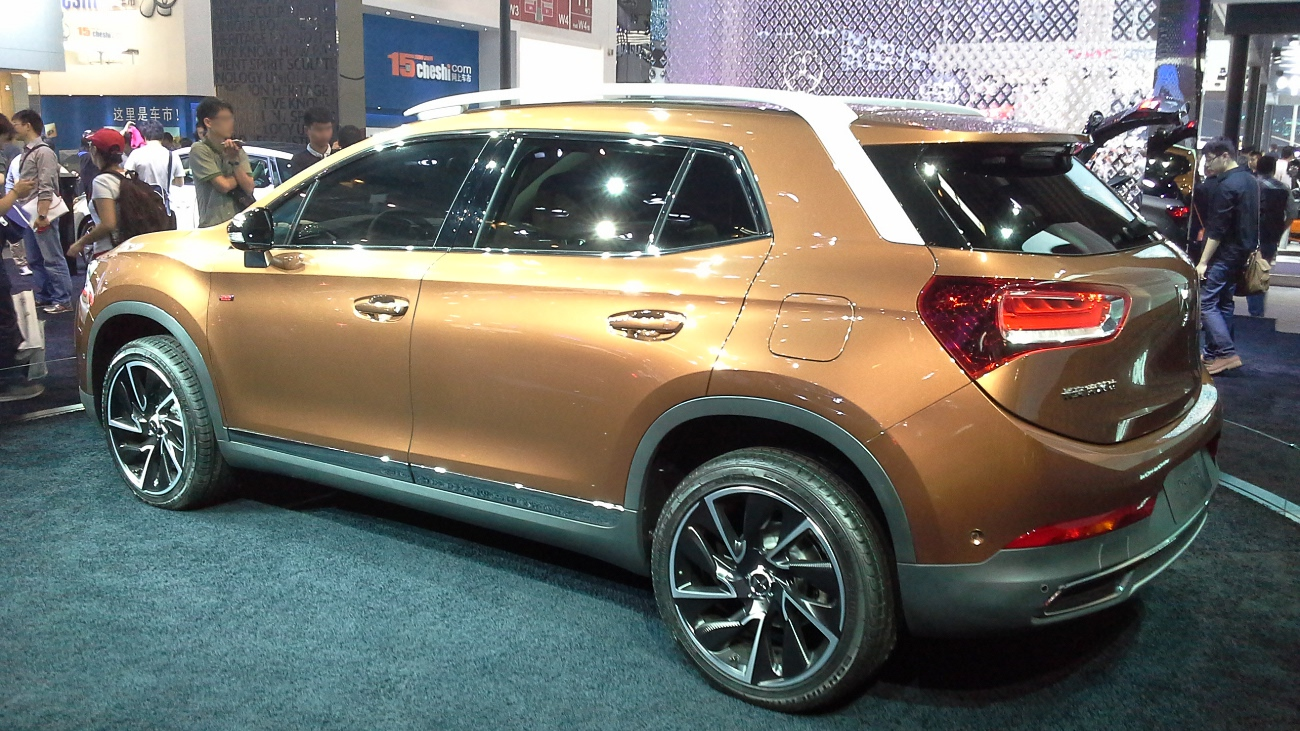
DS 6WR